# Színek és fény, avagy ez csak egy rossz álom lehet!
A "Színek és fény, avagy ez csak egy rossz álom lehet!" (Color and Light) a Született feleségek (Desperate Housewives) című amerikai filmsorozat harmincadik epizódja. Az Amerikai Egyesült Államokban először az ABC (American Broadcasting Company) adó sugározta 2005. november 13-án.

## Az epizód cselekménye
A fényképezőgép egyszerű eszköz, amivel képeket örökíthetünk meg. Képeket, amelyek többet elárulnak rólunk, mint elsőre hinnénk. Emlékeztetnek a hosszú útra, amit megtettünk, a szeretteinkre, akik útitársaink voltak, azokra, akiket útközben elvesztettünk, és azokra, akik az előttünk álló úton várnak ránk. Mike egyértelmű ridegséggel adja a tudtára Susan-nek, hogy még a vele való barátságból sem kér többé, miközben Susan tanúja lesz annak, ahogy Edie kidobja a házából Karlt. Az exférj később Susannél keres menedéket, és fény derül a szakítás okára: egy Susant ábrázoló fotóra. Másnap a szülők roppant kellemetlen helyzetbe kerülnek Julie előtt. Lynette nagyon boldog, hogy egy olyan édesanyával hozta össze a sors, akinek szintén égetni valóan rossz ikerfiai vannak, s így a hőn áhított játékdélutánokon az ő gyermekei is részt vehetnek, míg ő végre a szombati sziesztáját töltheti. Tom és Lynette döbbenete azonban határtalan, amikor a Harper-gyerekek hétvégi látogatása közben egy, a szüleikről készült pornó-házivideó kerül elő. Rex halála után két hónappal George meglepetésből házat vásárol, majd az anyja és annak barátnője közreműködésével megkéri Bree kezét. Az illemtudó Bree pedig a kényelmetlen szituációban kénytelen igent, vagyis inkább okét mondani. Rövidesen azonban a patikus ismét úgy érzi, hogy boldogsága útjában egy újabb akadállyal kell szembenéznie, melytől persze a maga aljas módján meg is szabadul. Eközben Gabrielle-hez a New York-i modellbarátnői érkeznek látogatóba, ezért Gaby mindent megtesz, hogy a legjobb formáját hozza. Applewhite-ékat pedig sokként éri a felismerés, miszerint Caleb kiszökött a börtönéből.

## Mellékszereplők
- Larry Miller – Leonard Harper
- Sam Lloyd – Dr. Albert Goldfine
- Meagen Fay – Norma Harper
- Linda Dano – Francine Williams
- Alec Mapa – Vern
- Maria Cominis – Mona Clark
- Eddie Kehler – Stan Grazi
- Albert Garcia – Luis
- Lionel Carson – Paramedic
- Brecken Palmer – Jimmy Harper
- Bridger Palmer – P.J Harper
- Alejandro Patino – Ralph
- Tanja Reichert – Allison

## Mary Alice epizódzáró monológja
- A narrátor, Mary Alice monológja az epizód végén így hangzik (a magyar változat alapján):

„Igen. A fényképezőgép képeket örökít meg. De valójában a puszta képnél jóval többet rögzít. Férfiak titkos vágyait fedi fel, mikor már emlékezniük sem volna szabad. A legszokatlanabb titkokról rántja le a leplet a legszokványosabb házasságokban. De ami legdöbbenetesebb: a fényképezőgép csöndesen és félreérthetetlenül megmutatja álmainkat. Álmainkat. Amelyekről nem is tudtunk.”

## Epizódcímek szerte a világban
- Angol: Color and Light (Szín és fény)
- Francia: Sexe, voisins et vidéo (Szex, szomszédok és videó)
- Lengyel: Światło i kolor  (Fény és szín)
- Német: In Flagranti (Láttam a bűntettet)